# موشيه بن عكيفا
موشيه بن عكيفا (ولد عام 1944) هو مهندس إسرائيلي-أمريكي  يعمل كأستاذ للهندسة المدنية والبيئية في معهد ماساتشوستس للتكنولوجيا وقد منح درجات فخرية عديدة من المعهد الملكي للتكنولوجيا، جامعة أنتويرب و جامعة لوميير ليون. تركزت أبحاثه على الطلب في وسائل النقل.